# أول إدفارد بورغن
أول إدفارد بورغن (بالنرويجية البوكمول: Ole E. Borgen)‏ هو عالم عقيدة نرويجي، ولد في 8 نوفمبر 1925، وتوفي في 24 مارس 2009.